# Heinz Liebscher (Chemiker)
Heinz Liebscher (* 28. November 1931 in Dresden; † 21. Februar 2021 in Naumburg (Saale)) war ein deutscher Hochschullehrer für Elektrochemie und Galvanotechnik. Er war von 1970 bis 1997 Professor an der Technischen Hochschule/Universität Ilmenau.

## Lebenslauf
Nach dem Studium der Physikalischen Chemie und seiner Promotion 1958 zum Dr. rer. nat. arbeitete er an der TH Dresden. 1966 wurde Heinz Liebscher Dozent für Elektrochemie und Galvanotechnik an der Technischen Hochschule Ilmenau und übernahm damit den Lehrstuhl für Elektrochemie und Galvanotechnik von Josef Hampel. Er baute die für Ilmenau spezifische Fachrichtung weiter aus und leitete das gleichnamige Institut. 1970 wurde Heinz Liebscher zum Professor für Elektrochemische Technik berufen. Seit 1989 war er Mitglied in der European Academy of Surface Technology (EAST) Schwäbisch Gmünd. Am 1. September 1993 wurde Liebscher zum Universitätsprofessor für Elektrochemie und Galvanotechnik an der Fakultät für Elektrotechnik und Informationstechnik der TU Ilmenau berufen. Nach seiner Emeritierung im Jahr 1997 übernahm Cordt Schmidt die Weiterführung seiner Arbeit.

## Auszeichnungen
- 1988: Hans-Stamm-Preis
- 1994: „Jacobi-Preis 1994“ der Deutschen Gesellschaft für Galvano- und Oberflächentechnik e. V. (DGO)[1]
- 2001: DGO-Plakette

## Werke
- Versuche zur elektrolytischen Abscheidung von metallischem Titan, TH Dresden, Fakultät für Mathematik und Naturwissenschaften, Dissertation vom 12. April 1958
- Liebscher, Heinz; Nutsch, Rolf; Proft, Rudolf; Thiele, Wolfgang: Technische Anwendung der Elektrochemie. In: Taschenbuch Elektrotechnik (Hrsg. Eugen Philippow); Bd. 6: Systeme der Elektroenergietechnik. Berlin: Verl. Technik (1982), S. 778–903, Abschn. 5.2.1; 5.2.4.1–5.2.4.2; 5.2.5.1–5.2.5.3 von H. Liebscher. – Abschn. 5.2.2 von R. Nutsch

## Patente
- Verfahren und Vorrichtung zur Erzeugung von wischfesten Haftbelägen auf Metallfolien, insbesondere auf Kupferfolien, Patent DD 1773647 vom 22. März 1974, Miterfinder: Cordt Schmidt, Heinz Fink, Günter Kähnert, Günter Wiezorek
- Verfahren zur galvanischen Abscheidung einer Magnetspeicherschicht mit senkrechter Anisotropie, Patent DD 3195758, Miterfinder: Wolfgang Müller, Andreas Weinmeister
- Verfahren zur Erzeugung von Mehrfach-Eisenschichten, Patent DD 2288771, Miterfinder: Cordt Schmidt, Hans-Joachim Schilling
- Verfahren zur elektrolytischen Metallabscheidung bei erzwungener Konvektion, Patent DD 2508124 vom 11. Mai 1983, Miterfinder: Peter Kutzschbach, Cordt Schmidt, Wolfgang Rempt, Rolf Nutsch, Klaus-Dieter Baum, Udo Schmidt, Frank Tätzner, Thomas Kauerauf
- Verfahren zur elektrolytischen Metallabscheidung bei erzwungener Konvektion, Patent DD 3181631 vom 21. Juli 1988, Miterfinder: Andreas Weinmeister, Wolfgang Sülzner, Wolfgang Müller